# طريق رقم 6 (العراق)
الطريق رقم 6 هو طريق سريع يمتد من بغداد إلى البصرة، يمر بالكوت والعمارة.